# Piet Wijdekop
Piet Wijdekop   (Amsterdam, 13 de setembre de 1912 - Heemskerk, 1 de setembre de 1982) fou un piragüista neerlandès que va competir durant la dècada de 1930.
El 1936 va prendre part en els Jocs Olímpics de Berlín on, fent parella amb el seu germà Kees Wijdekop, guanyà la medalla de bronze en la competició del K-2 plegable, 10.000 metres del programa de piragüisme.